# Silly-le-Long

Silly-le-Long este o comună în departamentul Oise, Franța. În 1 ianuarie 2022 avea o populație de 1.206 de locuitori.